# Grand Prix automobile de Grande-Bretagne 2004
GP précédent GP suivant
Le Grand Prix automobile de Grande-Bretagne 2004 (2004 Formula 1 Foster's British Grand Prix), disputé sur le circuit de Silverstone le 11 juillet 2004, est la 724e épreuve du championnat du monde de Formule 1 courue depuis 1950 et la onzième manche du championnat 2004.

## Classement

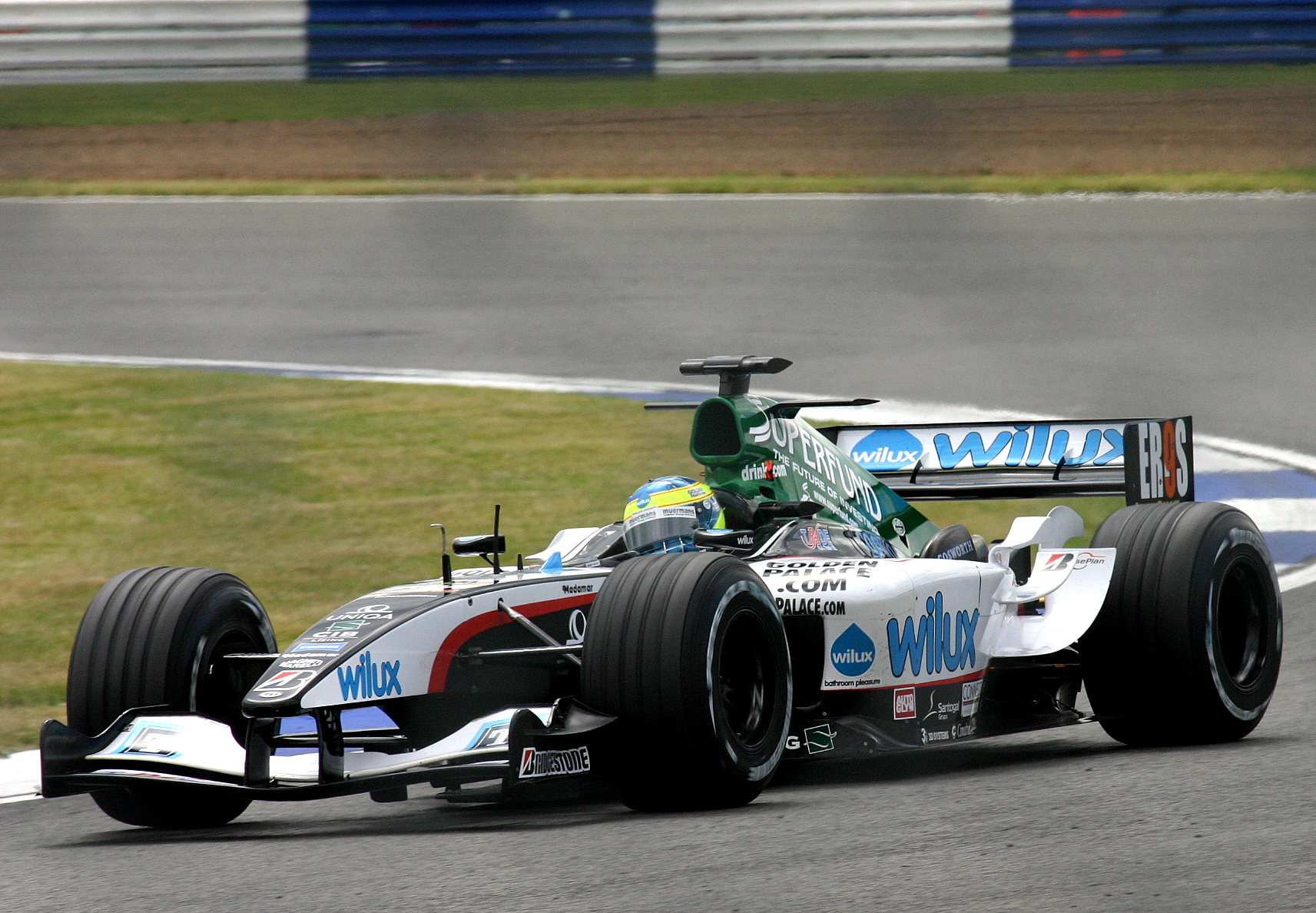
Zsolt Baumgartner durant le Grand Prix automobile de Grande-Bretagne en 2004.

| Pos  | N° | Pilote               | Écurie           | Tours | Temps/Abandon                      | Grille | Points |
| ---- | -- | -------------------- | ---------------- | ----- | ---------------------------------- | ------ | ------ |
| 1    | 1  | Michael Schumacher   | Ferrari          | 60    | 1 h 24 min 42 s 700 (218,403 km/h) | 4      | 10     |
| 2    | 6  | Kimi Räikkönen       | McLaren-Mercedes | 60    | + 2 s 130                          | 1      | 8      |
| 3    | 2  | Rubens Barrichello   | Ferrari          | 60    | + 3 s 114                          | 2      | 6      |
| 4    | 9  | Jenson Button        | BAR-Honda        | 60    | + 10 s 683                         | 3      | 5      |
| 5    | 3  | Juan Pablo Montoya   | Williams-BMW     | 60    | + 12 s 173                         | 7      | 4      |
| 6    | 11 | Giancarlo Fisichella | Sauber-Petronas  | 60    | + 12 s 888                         | 20     | 3      |
| 7    | 5  | David Coulthard      | McLaren-Mercedes | 60    | + 19 s 668                         | 6      | 2      |
| 8    | 14 | Mark Webber          | Jaguar-Cosworth  | 60    | + 23 s 701                         | 9      | 1      |
| 9    | 12 | Felipe Massa         | Sauber-Petronas  | 60    | + 24 s 023                         | 10     |        |
| 10   | 8  | Fernando Alonso      | Renault          | 60    | + 24 s 835                         | 16     |        |
| 11   | 10 | Takuma Satō          | BAR-Honda        | 60    | + 33 s 736                         | 8      |        |
| 12   | 4  | Marc Gené            | Williams-BMW     | 60    | +34 s 303                          | 11     |        |
| 13   | 16 | Cristiano da Matta   | Toyota           | 59    | + 1 tour                           | 12     |        |
| 14   | 15 | Christian Klien      | Jaguar-Cosworth  | 59    | + 1 tour                           | 13     |        |
| 15   | 18 | Nick Heidfeld        | Jordan-Ford      | 59    | + 1 tour                           | 15     |        |
| 16   | 20 | Gianmaria Bruni      | Minardi-Cosworth | 56    | + 4 tours                          | 18     |        |
| Abd. | 19 | Giorgio Pantano      | Jordan-Ford      | 47    | Sortie de piste                    | 14     |        |
| Abd. | 7  | Jarno Trulli         | Renault          | 39    | Accident                           | 5      |        |
| Abd. | 21 | Zsolt Baumgartner    | Minardi-Cosworth | 29    | Moteur                             | 19     |        |
| Abd. | 17 | Olivier Panis        | Toyota           | 16    | Accident                           | 17     |        |

## Pole position et record du tour
- Pole position : Kimi Räikkönen en 1 min 18 s 233
- Tour le plus rapide : Michael Schumacher en 1 min 18 s 739 au 14e tour.

## Tours en tête
- Kimi Räikkönen : 11 (1-11)
- Michael Schumacher : 49 (12-60)

## Statistiques
- 80e victoire pour Michael Schumacher.
- 177e victoire pour Ferrari en tant que constructeur.
- 177e victoire pour Ferrari en tant que motoriste.
- La course est neutralisée du tour no 40 au tour no 45 en raison de la violente sortie de piste de Jarno Trulli